# Articolo 18 dello statuto dei lavoratori

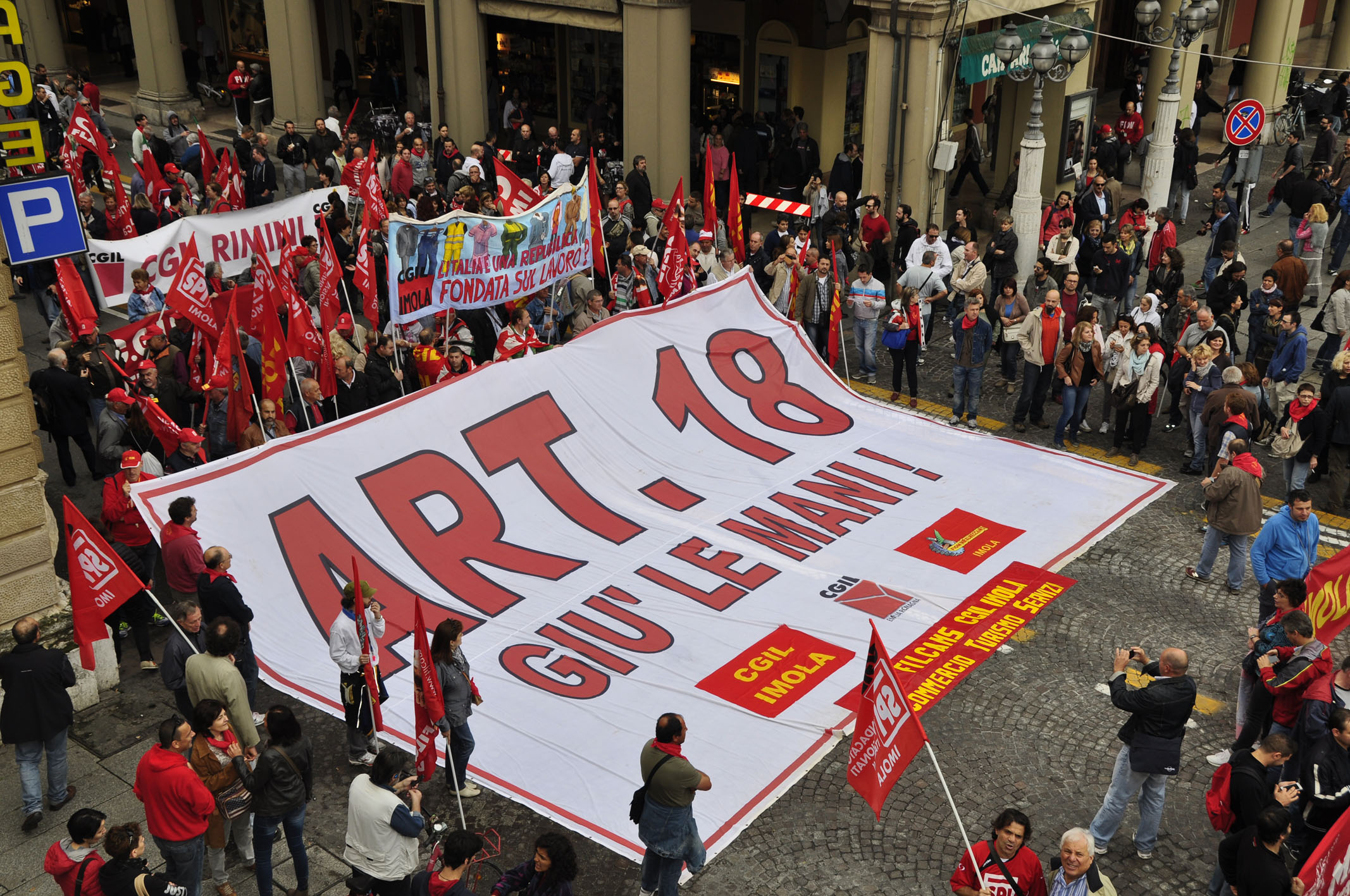
Sciopero e manifestazione sindacale a difesa dell'articolo 18, 16 ottobre 2014.

L'articolo 18 dello statuto dei lavoratori è un articolo della legge 20 maggio 1970, n. 300 della Repubblica Italiana (meglio conosciuta come statuto dei lavoratori).
L'articolo tutela i lavoratori dipendenti in caso di licenziamento illegittimo, ingiusto e discriminatorio: nella sua versione iniziale, abolita nel 2015 tramite il Jobs Act, costituiva applicazione della tutela reale, disciplinando il reintegro con risarcimento e l'indennità in sostituzione della reintegrazione in caso di licenziamento illegittimo (cioè effettuato senza comunicazione dei motivi, ingiustificato o discriminatorio) di un lavoratore.

## Storia
La disposizione è contenuta nello statuto dei lavoratori emanato nel 1970.
Negli anni '80, gli stessi sindacati ritenevano che producesse “sperequazioni irrazionali di trattamento tra i lavoratori”. Una commissione del CNEL di cui faceva parte anche l'allora leader della CGIL Luciano Lama propose la limitazione del reintegro a due sole fattispecie, vizio di forma o discriminazione (il diritto di reintegro in questo caso è tuttora garantito dalla Costituzione e dal Codice Civile), sul modello del diritto del lavoro tedesco. Successivamente, i sindacati si sono opposti con decisione a tentativi di riforma, temendo un allentamento della tutela dei lavoratori.
Dall'inizio degli anni 2000 vari partiti italiani hanno tentato a più riprese di riformarlo, anche tramite referendum: 
- nel 2000 si è svolto un referendum promosso dai Radicali per abolire le garanzie previste dall'articolo 18 ai lavoratori delle aziende con più di 15 dipendenti: ha votato solo il 32,00% degli elettori (quindi non è stato raggiunto il quorum), e il sì comunque non ha avuto la maggioranza dei voti validi (33,40%).
- nel 2003 si è svolto un referendum promosso da Rifondazione Comunista per estendere le garanzie previste dall'articolo 18 ai lavoratori delle aziende con meno di 15 dipendenti: ha votato solo il 25,50% degli elettori (quindi non è stato raggiunto il quorum), e il sì ha avuto l'86,70% dei voti validi.

Tuttavia la norma negli anni Dieci del nuovo secolo ha subito modificazioni nell'ottica della flexicurity: nel 2012 con la riforma del lavoro Fornero durante il governo Monti prima, e con il Jobs Act del governo Renzi poi.
In particolare l'articolo, dapprima modificato nel 2012 dalla riforma del lavoro Fornero, è stato abrogato il 29 agosto del 2014, in seguito alla promulgazione e attuazione del Jobs Act da parte del governo Renzi, attraverso l'emanazione di diversi provvedimenti legislativi varati tra il 2014 e il 2016, rimanendo comunque in vigore per i soli rapporti instaurati prima del 7 marzo 2015 (data di entrata in vigore del decreto legislativo numero 23/2015) e già destinatari della tutela prevista dalla norma. Da tale data, invece, per i contratti a tempo indeterminato si applica la disciplina del cosiddetto contratto di lavoro a tutele crescenti, introdotta dallo stesso decreto legislativo n. 23/2015.

## Il testo
Confronto fra il testo originario e quello risultante all'esito delle successive modifiche e integrazioni:
Testo originario:
Il lavoratore ha diritto al risarcimento del danno subito per il licenziamento di cui sia stata accertata la inefficacia o l'invalidità a norma del comma precedente.
In ogni caso, la misura del risarcimento non potrà essere inferiore a cinque mensilità di retribuzione, determinata secondo i criteri di cui all'art. 2121 del codice civile.
Il datore di lavoro che non ottempera alla sentenza di cui al comma precedente è tenuto inoltre a corrispondere al lavoratore le retribuzioni dovutegli in virtù del rapporto di lavoro dalla data della sentenza stessa fino a quella della reintegrazione.
Se il lavoratore entro trenta giorni dal ricevimento dell'invito del datore di lavoro non abbia ripreso servizio, il rapporto si intende risolto.
La sentenza pronunciata nel giudizio di cui al primo comma è provvisoriamente esecutiva.
Nell'ipotesi di licenziamento dei lavoratori di cui all'art. 22, su istanza congiunta del lavoratore e del sindacato cui questi aderisce o conferisca mandato, il giudice, in ogni stato e grado del giudizio di merito, può disporre con ordinanza, quando ritenga irrilevanti o insufficienti gli elementi di prova forniti dal datore di lavoro, la reintegrazione del lavoratore nel posto di lavoro.
L'ordinanza di cui al comma precedente può essere impugnata con reclamo immediato al giudice medesimo che l'ha pronunciata. 
Si applicano le disposizioni dell'art. 178, terzo, quarto, quinto e sesto comma del codice di procedura civile.
L'ordinanza può essere revocata con la sentenza che decide la causa.
Nell'ipotesi di licenziamento dei lavoratori di cui all'art. 22, il datore di lavoro che non ottempera alla sentenza di cui al primo comma ovvero all'ordinanza di cui al quarto comma, non impugnata o confermata dal giudice che l'ha pronunciata, è tenuto anche, per ogni giorno di ritardo, al pagamento a favore del Fondo adeguamento pensioni di una somma pari all'importo della retribuzione dovuta al lavoratore.»
Testo dopo le modifiche e integrazioni:
Il giudice, con la sentenza di cui al primo comma, condanna altresì il datore di lavoro al risarcimento del danno subito dal lavoratore per il licenziamento di cui sia stata accertata la nullità, stabilendo a tal fine un'indennità commisurata all'ultima retribuzione globale di fatto maturata dal giorno del licenziamento sino a quello dell'effettiva reintegrazione, dedotto quanto percepito, nel periodo di estromissione, per lo svolgimento di altre attività lavorative. In ogni caso la misura del risarcimento non potrà essere inferiore a cinque mensilità della retribuzione globale di fatto. Il datore di lavoro è condannato inoltre, per il medesimo periodo, al versamento dei contributi previdenziali e assistenziali.
Fermo restando il diritto al risarcimento del danno come previsto al secondo comma, al lavoratore è data la facoltà di chiedere al datore di lavoro, in sostituzione della reintegrazione nel posto di lavoro, un'indennità pari a quindici mensilità dell'ultima retribuzione globale di fatto, la cui richiesta determina la risoluzione del rapporto di lavoro, e che non è assoggettata a contribuzione previdenziale. La richiesta dell'indennità deve essere effettuata entro trenta giorni dalla comunicazione del deposito della sentenza, o dall'invito del datore di lavoro a riprendere servizio, se anteriore alla predetta comunicazione.
Il giudice, nelle ipotesi in cui accerta che non ricorrono gli estremi del giustificato motivo soggettivo o della giusta causa addotti dal datore di lavoro, per insussistenza del fatto contestato ovvero perché il fatto rientra tra le condotte punibili con una sanzione conservativa sulla base delle previsioni dei contratti collettivi ovvero dei codici disciplinari applicabili, annulla il licenziamento e condanna il datore di lavoro alla reintegrazione nel posto di lavoro di cui al primo comma e al pagamento di un'indennità risarcitoria commisurata all'ultima retribuzione globale di fatto dal giorno del licenziamento sino a quello dell'effettiva reintegrazione, dedotto quanto il lavoratore ha percepito, nel periodo di estromissione, per lo svolgimento di altre attività lavorative, nonché quanto avrebbe potuto percepire dedicandosi con diligenza alla ricerca di una nuova occupazione. In ogni caso la misura dell'indennità risarcitoria non può essere superiore a dodici mensilità della retribuzione globale di fatto. Il datore di lavoro è condannato, altresì, al versamento dei contributi previdenziali e assistenziali dal giorno del licenziamento fino a quello della effettiva reintegrazione, maggiorati degli interessi nella misura legale senza applicazione di sanzioni per omessa o ritardata contribuzione, per un importo pari al differenziale contributivo esistente tra la contribuzione che sarebbe stata maturata nel rapporto di lavoro risolto dall'illegittimo licenziamento e quella accreditata al lavoratore in conseguenza dello svolgimento di altre attività lavorative. In quest'ultimo caso, qualora i contributi afferiscano ad altra gestione previdenziale, essi sono imputati d'ufficio alla gestione corrispondente all'attività lavorativa svolta dal dipendente licenziato, con addebito dei relativi costi al datore di lavoro. A seguito dell'ordine di reintegrazione, il rapporto di lavoro si intende risolto quando il lavoratore non abbia ripreso servizio entro trenta giorni dall'invito del datore di lavoro, salvo il caso in cui abbia richiesto l'indennità sostitutiva della reintegrazione nel posto di lavoro ai sensi del terzo comma.
Il giudice, nelle altre ipotesi in cui accerta che non ricorrono gli estremi del giustificato motivo soggettivo o della giusta causa addotti dal datore di lavoro, dichiara risolto il rapporto di lavoro con effetto dalla data del licenziamento e condanna il datore di lavoro al pagamento di un'indennità risarcitoria onnicomprensiva determinata tra un minimo di dodici e un massimo di ventiquattro mensilità dell'ultima retribuzione globale di fatto, in relazione all'anzianità del lavoratore e tenuto conto del numero dei dipendenti occupati, delle dimensioni dell'attività economica, del comportamento e delle condizioni delle parti, con onere di specifica motivazione a tale riguardo.
Nell'ipotesi in cui il licenziamento sia dichiarato inefficace per violazione del requisito di motivazione di cui all'articolo 2, comma 2, della legge 15 luglio 1966, n. 604, e successive modificazioni, della procedura di cui all'articolo 7 della presente legge, o della procedura di cui all'articolo 7 della legge 15 luglio 1966, n. 604, e successive modificazioni, si applica il regime di cui al quinto comma, ma con attribuzione al lavoratore di un'indennità risarcitoria onnicomprensiva determinata, in relazione alla gravità della violazione formale o procedurale commessa dal datore di lavoro, tra un minimo di sei e un massimo di dodici mensilità dell'ultima retribuzione globale di fatto, con onere di specifica motivazione a tale riguardo, a meno che il giudice, sulla base della domanda del lavoratore, accerti che vi è anche un difetto di giustificazione del licenziamento, nel qual caso applica, in luogo di quelle previste dal presente comma, le tutele di cui ai commi quarto, quinto o settimo.
Il giudice applica la medesima disciplina di cui al quarto comma del presente articolo nell'ipotesi in cui accerti il difetto di giustificazione del licenziamento intimato, anche ai sensi degli articoli 4, comma 4, e 10, comma 3, della legge 12 marzo 1999, n. 68, per motivo oggettivo consistente nell'inidoneità fisica o psichica del lavoratore, ovvero che il licenziamento è stato intimato in violazione dell'articolo 2110, secondo comma, del codice civile. Può altresì applicare la predetta disciplina nell'ipotesi in cui accerti la manifesta insussistenza del fatto posto a base del licenziamento per giustificato motivo oggettivo; nelle altre ipotesi in cui accerta che non ricorrono gli estremi del predetto giustificato motivo, il giudice applica la disciplina di cui al quinto comma. In tale ultimo caso il giudice, ai fini della determinazione dell'indennità tra il minimo e il massimo previsti, tiene conto, oltre ai criteri di cui al quinto comma, delle iniziative assunte dal lavoratore per la ricerca di una nuova occupazione e del comportamento delle parti nell'ambito della procedura di cui all'articolo 7 della legge 15 luglio 1966, n. 604, e successive modificazioni. Qualora, nel corso del giudizio, sulla base della domanda formulata dal lavoratore, il licenziamento risulti determinato da ragioni discriminatorie o disciplinari, trovano applicazione le relative tutele previste dal presente articolo.
Le disposizioni dei commi dal quarto al settimo si applicano al datore di lavoro, imprenditore o non imprenditore, che in ciascuna sede, stabilimento, filiale, ufficio o reparto autonomo nel quale ha avuto luogo il licenziamento occupa alle sue dipendenze più di quindici lavoratori o più di cinque se si tratta di imprenditore agricolo, nonché al datore di lavoro, imprenditore o non imprenditore, che nell'ambito dello stesso comune occupa più di quindici dipendenti e all'impresa agricola che nel medesimo ambito territoriale occupa più di cinque dipendenti, anche se ciascuna unità produttiva, singolarmente considerata, non raggiunge tali limiti, e in ogni caso al datore di lavoro, imprenditore e non imprenditore, che occupa più di sessanta dipendenti.
Ai fini del computo del numero dei dipendenti di cui all'ottavo comma si tiene conto dei lavoratori assunti con contratto a tempo indeterminato parziale per la quota di orario effettivamente svolto, tenendo conto, a tale proposito, che il computo delle unità lavorative fa riferimento all'orario previsto dalla contrattazione collettiva del settore. Non si computano il coniuge e i parenti del datore di lavoro entro il secondo grado in linea diretta e in linea collaterale. Il computo dei limiti occupazionali di cui all'ottavo comma non incide su norme o istituti che prevedono agevolazioni finanziarie o creditizie.
Nell'ipotesi di revoca del licenziamento, purché effettuata entro il termine di quindici giorni dalla comunicazione al datore di lavoro dell'impugnazione del medesimo, il rapporto di lavoro si intende ripristinato senza soluzione di continuità, con diritto del lavoratore alla retribuzione maturata nel periodo precedente alla revoca, e non trovano applicazione i regimi sanzionatori previsti dal presente articolo.
Nell'ipotesi di licenziamento dei lavoratori di cui all'articolo 22, su istanza congiunta del lavoratore e del sindacato cui questi aderisce o conferisca mandato, il giudice, in ogni stato e grado del giudizio di merito, può disporre con ordinanza, quando ritenga irrilevanti o insufficienti gli elementi di prova forniti dal datore di lavoro, la reintegrazione del lavoratore nel posto di lavoro.
L'ordinanza di cui al comma precedente può essere impugnata con reclamo immediato al giudice medesimo che l'ha pronunciata. Si applicano le disposizioni dell'articolo 178, terzo, quarto, quinto e sesto comma del codice di procedura civile.
L'ordinanza può essere revocata con la sentenza che decide la causa.
Nell'ipotesi di licenziamento dei lavoratori di cui all'articolo 22, il datore di lavoro che non ottempera alla sentenza di cui al primo comma ovvero all'ordinanza di cui all'undicesimo comma, non impugnata o confermata dal giudice che l'ha pronunciata, è tenuto anche, per ogni giorno di ritardo, al pagamento a favore del Fondo adeguamento pensioni di una somma pari all'importo della retribuzione dovuta al lavoratore.»

## Ambito di applicazione
La norma riguardava:
- le unità produttive con più di 15 dipendenti (5 se agricole);
- le unità produttive con meno di 15 dipendenti (5 se agricole) se l'azienda occupa nello stesso comune più di 15 dipendenti (5 se agricola), suddivise in più unità;
- le aziende con più di 60 dipendenti.

L'insussistenza del fatto, e la possibilità di reintegrazione, non concerne la condotta materiale, ma il "fatto giuridico". Ovvero, è il giudice che deve valutare se un determinato comportamento del lavoratore è giuridicamente rilevante e reca le conseguenze di legge. Ciò deriva:
- dal proporzionalismo fra gravità del fatto e pena, fondante e imprescindibile nel diritto penale, così come criterio di determinazione di una sanzione amministrativa nel diritto civile. Oltre a valere come criterio per le sanzioni decise da un giudice o da un altro potere pubblico, è pacifico che valga per sanzioni inflitte fra privati (potere disciplinare del datore di lavoro), di cui un giudice è chiamato a valutare la legittimità;
- dalla previsione, operata della riforma del lavoro Fornero (legge 28 giugno 2012, n. 92), di applicare il licenziamento in extrema ratio, e la sanzione più conservativa e favorevole al dipendente fra quelle relative alle condotte tipizzate nei contratti collettivi e nei codici etici o disciplinari aziendali;
- anche in assenza di una previsione di legge esplicita in merito, resterebbe il valore legale e l'esigibilità giudiziale di tutti i contratti o atti scritti inerenti al rapporto di lavoro (quali sono i contratti collettivi e i regolamenti aziendali).

## Critiche
La reintegrazione non sarebbe legittima per cause in pendenza di giudizio, ammettendo l'art. 612 del codice di procedura civile l'esecuzione forzata degli obblighi di fare solamente riferendosi a una sentenza di condanna per obblighi di fare o di non fare (o a un provvedimento di cui all'art. 669 duodecies c.p.c.). In secondo luogo, l'esecuzione forzata è ammessa solo per obblighi di fare fungibili (art. 2131 c.c.), laddove la reintegrazione nel posto di lavoro richiederebbe inevitabilmente la partecipazione attiva del datore.
La prima critica riguarda il principio del diritto romano del nemo ad factum precise cogi potest, presente all'art. 2931 sull'esecuzione forzata degli obblighi di fare per il quale l'avente diritto può richiedere l'esecuzione forzata avvenga a spese dell'obbligato. Tale norma vale solo per gli obblighi di fare fungibili, eseguibili da persona diversa dal debitore il cui unico onere consisterà nel pagamento delle spese dell'esecuzione forzata, mentre sarebbe incontestabile l'incoercibilità diretta degli obblighi infungibili di fare, per infungibilità sia di diritto che di fatto, maggiormente con l'intervento surrogatorio di un terzo.
Non si ritiene ammissibile né la scomposizione dell'obbligo di reintegrazione nel posto di lavoro in una serie di modalità attuative che siano obbligazioni fungibili, non richiedenti atti del datore di lavoro poiché sarebbero lesivi del suo potere direttivo, organizzativo e disciplinare nell'azienda; né la nomina giudiziale di un commissario ad acta, di cui all'art. 612 c.p.c. Secondo questa interpretazione, il dominio di intervento della polizia giudiziaria, dopo le sentenze definitive di condanna, e l'oggetto possibile di esecuzione forzata di fare solamente o principalmente i provvedimenti pignoratizi a tutela dei diritti di credito, che sicuramente sono obbligazioni fungibili di fare, le quali non richiedono la collaborazione fattiva del debitore, mentre resterebbero senza tutela giurisdizionale una vasta categoria di diritti soggettivi più importanti di quelli di credito, e garantiti dalla Costituzione italiana.
Se il codice civile limita l'esecuzione forzata agli obblighi di fare fungibili, non esclude affatto sanzioni di carattere penale a carico delle parti inadempienti davanti a una sentenza di condanna definitiva. Diversamente, se in presenza di una sentenza definitiva di condanna, l'inadempiente non può subire né un'esecuzione forzata della stessa perché obbligo di fare infungibile richiedente la sua partecipazione attiva, né sanzioni di carattere penale e pecuniario ulteriori rispetto alle obbligazioni economiche alternative alla condanna perché l'inadempimento reca vilipendio alla Corte e danno di immagine ed esistenziale al creditore, vengono meno la basi dello stato di diritto, vale a dire la natura imperativa e coattiva del diritto e l'effettività della tutela giurisdizionale, nonché la credibilità dell'istituzione magistratura.
Si incoraggia una risoluzione bonaria, transattiva ed extragiudiziale delle controversie, che distoglie dal giudice naturale precostituito per legge, essendo l'accordo economico comunque l'epilogo ultimo davanti al comportamento inadempiente della parte che soccombe in giudizio. Limitando l'esecuzione forzata ai soli obblighi di fare fungibili con la contestuale inapplicabilità di sanzioni penali per i comportamenti inadempienti ovvero ostativi verso l'esecuzione dell'ordine giudiziale, la norma cadrebbe in contraddizione con il principio per il quale i diritti soggettivi non possono essere oggetto di rinunce o transazioni, obbligando il codice civile il lavoratore licenziato ingiustamente – specialmente nei casi di licenziamento discriminatorio o di rappresaglia – ad accontentarsi di un risarcimento in denaro, in presenza di un datore inadempiente a un ordine di reintegrazione.